# Tempio romano di Portovenere
In epoca classica Veneris Portus era vicus marittimo tappa tra i porti di Luna e di Segesta  nei viaggi costieri tra Roma, Genova e le Gallie come tramandato nel 161 d.C. dall’Itinerarium maritmum Antonini Augusto Imperatoris.
Anche se il castrum romano non esiste più, di esso rimangono fondamenta che ricerche archeologiche hanno rivelato nei muri interrati sotto il piazzale Spallanzani e negli allineamenti delle antiche abitazioni sulla roccia che incombe sull’insenatura dell’Arpaia.
Il porto del borgo vero e proprio era situato sulla spiaggia poco lontano, mentre il suo piccolo tempio era invece sul promontorio, nella zona dove oggi sorge la chiesa di San Pietro. Diversi indizi, soprattutto legati alla pratica del riutilizzo del suo materiale lapideo, non solo nella stessa chiesa, ma anche nella strada prospiciente, confermano l’ipotesi archeologica. 
Anche il pavimento in litostrato marmoreo policromo della parte paleocristiana della stessa chiesa è riconducibile all’età classica e alla vicina Luni. 
Per l’allineamento, per le misure delle murature e soprattutto per il fatto che è realizzato con l’impiego di particolari pietre di particolari dimensioni, una porzione del tempio romano sarebbe identificabile nel basamento dell’antica cisterna, addossata al muro absidale della chiesa paleocristiana. 

Se l’ipotesi archeologica è corretta, il piccolo tempio pagano era orientato con la fronte volta a nord-est verso il borgo (a differenza del tempio paleocristiano che è rivolto a sud-ovest, verso il mare). La cella con il basamento della statua della divinità titolare sono rimasti inclusi nel pavimento dell'abside della chiesa paleocristiana.
In mancanza d’iscrizioni e del ritrovamento di monete o statuette votive non vi è certezza sulla divinità pagana alla quale era dedicato il tempietto del borgo marittimo. 

Dato il luogo della costruzione, a strapiombo sul mare, si ipotizza che fosse dedicato a Venere-Afrodite per la sua nascita dalla schiuma delle onde, e che era venerata dai marinai come divinità capace di rendere il mare tranquillo e di proteggere la navigazione, al contrario del temuto Poseidone. 

Secondo studi storiografici l’ipotesi quindi più attendibile propende in particolare per Venere ericina, dea della fertilità e in onore della quale ogni anno si celebravano le Feste vinali. 
Portovenere e la Palmaria erano infatti ricche di vigneti e l’approdo sicuro del borgo in particolare ne costituiva il centro per il mercato naturale del vino.